# Liste des sites et monuments classés de la wilaya de Béjaïa
Cet article présente une liste des sites et monuments classés de la wilaya de Béjaïa, en Algérie.

## Liste

### Béjaïa
| Id     | Identification du bien                           | Datation           | Commune | Coordonnées                      | Catégorie du classement                     | Mesures et date de protection | Date de publication au Journal Officiel | Illustration    |                       |
| ------ | ------------------------------------------------ | ------------------ | ------- | -------------------------------- | ------------------------------------------- | --- | --------------------------------------- | --------------- | --------------------- |
| 06-001 | Cippe romaine                                    | Antique            | Bejaïa  | 36° 45′ 13″ nord, 5° 05′ 11″ est | Classé                                      | Classé parmi les sites et monuments historiques par arrêté du 03/11/1999, après avis favorable de la commission nationale des monuments historiques émis lors de ses réunions du 18/04/1987, du 7/03/1988, du 17/06/1990, du 30/12/1991, du 19/01/1995, du 05/03/1996, du 13/05/1997, du 24/12/1997, du 24/12/1997, et du 26/07/1998. | N° 87 du 08/12/1999                     |                 | Télécharger une image |
| 06-004 | Fort de Gouraya                                  | Médiévale          | Bejaïa  | à géolocaliser                   | Classé                                      | Classé sur la liste des biens culturels par arrêté du 03/12/2015, après avis conforme de la commission nationale des biens culturels tenu le 18/03/2015. | N° 28 du 08/05/2016                     |                 | Télécharger une image |
| 06-005 | Fort de la Casbah                                | Médiévale          | Bejaïa  | à géolocaliser                   | Classé                                      | Classé parmi les sites et monuments historiques en date du 17/11/1903, Conformément à l’article 62 de l’ordonnance N° 67-281 du 20/12/1967 | N° 07 du 23/01/1968                     |                 | Télécharger une image |
| 06-006 | Fort Moussa dit fort Barral                      | Médiévale          | Bejaïa  | 36° 45′ 18″ nord, 5° 05′ 02″ est | Classé                                      | Classé parmi les sites et monuments historiques en date du 17/11/1903, Conformément à l’article 62 de l’ordonnance N° 67-281 du 20/12/1967 | N° 07 du 23/01/1968                     |                 | Télécharger une image |
| 06-008 | Kouba Sidi Touati                                | Médiévale          | Bejaïa  | à géolocaliser                   | Classé                                      | Inscrit sur l’inventaire général des biens culturels immobiliers par arrêté du 14/07/2007, après avis favorable de la commission nationale des biens culturels tenu le 12/10/2006. | N° 60 du 26/09/2007                     | Image manquante | Télécharger une image |
| 06-011 | Porte dorée (Béjaïa)                             | Médiévale          | Bejaïa  | 36° 45′ 12″ nord, 5° 05′ 15″ est | Classé                                      | Classé parmi les sites et monuments historiques en (L.1900), Conformément à l’article 62 de l’ordonnance N° 67-281 du 20/12/1967 | N° 07 du 23/01/1968                     |                 | Télécharger une image |
| 06-012 | Remparts Hammadite                               | Médiévale          | Bejaïa  | à géolocaliser                   | Classé                                      | Inscrit sur l’inventaire général des biens culturels immobiliers par arrêté du 14/07/2007, après avis favorable de la commission nationale des biens culturels tenu le 12/10/2006. | N° 60 du 26/09/2007                     |                 | Télécharger une image |
| 06-013 | Restes de l’enceinte fortifiée de la porte Fouka | Médiévale          | Bejaïa  | 36° 45′ 18″ nord, 5° 04′ 53″ est | Classé                                      | Classé parmi les sites et monuments historiques en date du 17/11/1903, Conformément à l’article 62 de l’ordonnance N° 67-281 du 20/12/1967 | N° 07 du 23/01/1968                     |                 | Télécharger une image |
| 06-015 | Camp de la marine                                | Contemporaine      | Bejaïa  | à géolocaliser                   | Inscription sur l'inventaire supplémentaire | Inscrit sur l’inventaire supplémentaire Arrêté signé par le wali N° 1398 du 13/07/2014 | Arrêté non pub au journal officiel      | Image manquante | Télécharger une image |
| 06-018 | Ensemble monumental de Sidi Abdelkader           | Médiévale          | Bejaïa  | à géolocaliser                   | Inscription sur l'inventaire supplémentaire | Inscrit sur l’inventaire supplémentaire Arrêté signé par le wali N° 09/478 du 25/02/2009 | Arrêté non pub au journal officiel      | Image manquante | Télécharger une image |
| 06-027 | Mosaïque d’Océan                                 | Antique            | Bejaïa  | à géolocaliser                   | Inscription sur l'inventaire supplémentaire | Inscrit sur l’inventaire supplémentaire Arrêté signé par le wali N° 1977 du 19/12/2010 | Arrêté non pub au journal officiel      |                 | Télécharger une image |
| 06-028 | Mosaïque des Noces de Thétis et pelée            | Antique            | Bejaïa  | à géolocaliser                   | Inscription sur l'inventaire supplémentaire | Inscrit sur l’inventaire supplémentaire Arrêté signé par le wali N ° 10/1974 du 19/12/2010 | Arrêté non pub au journal officiel      | Image manquante | Télécharger une image |
| 06-034 | Théâtre régional de Bejaia                       | Contemporaine      | Bejaïa  | à géolocaliser                   | Inscription sur l'inventaire supplémentaire | Inscrit sur l’inventaire supplémentaire Arrêté signé par le wali N° 1397 du 13/07/2014 | Arrêté non pub au journal officiel      | Image manquante | Télécharger une image |
| 06-038 | Vieille ville de Bejaia                          | Période stratifiée | Bejaïa  | 36° 45′ 05″ nord, 5° 05′ 02″ est | Secteur sauvegardé                          | Créé et délimité en secteur sauvegardé par Décret Exécutif n° 13-187 du 06/05/2013, après avis favorable de la commission nationale des biens culturels tenu le 13/06/2011. | N° 26 du 15/05/2013                     |                 | Télécharger une image |

### Autres communes
| Id     | Identification du bien                           | Datation        | Commune              | Coordonnées                      | Catégorie du classement                     | Mesures et date de protection | Date de publication au Journal Officiel | Illustration    |                       |
| ------ | ------------------------------------------------ | --------------- | -------------------- | -------------------------------- | ------------------------------------------- | --- | --------------------------------------- | --------------- | --------------------- |
| 06-002 | Citadelle des Zianides dénommée Lassouar         | Médiévale       | El Kseur             | à géolocaliser                   | Classé                                      | Classé parmi les sites et monuments historiques par arrêté du 03/11/1999, après avis favorable de la commission nationale des monuments historiques émis lors de ses réunions du 18/04/1987, du 7/03/1988, du 17/06/1990, du 30/12/1991, du 19/01/1995, du 05/03/1996, du 13/05/1997, du 24/12/1997, du 24/12/1997, et du 26/07/1998. | N° 87 du 08/12/1999                     |                 | Télécharger une image |
| 06-003 | Citerne romaine d’Arouia                         | Antique         | El Kseur             | 36° 45′ 25″ nord, 5° 05′ 01″ est | Classé                                      | Classé parmi les sites et monuments historiques par arrêté du 03/11/1999, après avis favorable de la commission nationale des monuments historiques émis lors de ses réunions du 18/04/1987, du 7/03/1988, du 17/06/1990, du 30/12/1991, du 19/01/1995, du 05/03/1996, du 13/05/1997, du 24/12/1997, du 24/12/1997, et du 26/07/1998. | N° 87 du 08/12/1999                     | Image manquante | Télécharger une image |
| 06-007 | Grotte d’Afalou Bou R’Mel                        | Préhistorique   | Melbou               | à géolocaliser                   | Classé                                      | Classé sur la liste des biens culturels par arrêté du 03/12/2015, après avis conforme de la commission nationale des biens culturels tenu le 18/03/2015. | N° 28 du 08/05/2016                     | Image manquante | Télécharger une image |
| 06-009 | Maison du congrès de la Soummam                  | Moderne         | Ouzellaguen          | à géolocaliser                   | Classé                                      | Inscrit sur l’inventaire général des biens culturels immobiliers par arrêté du 14/07/2007, après avis favorable de la commission nationale des biens culturels tenu le 12/10/2006. | N° 60 du 26/09/2007                     |                 | Télécharger une image |
| 06-010 | Mihrab de la mosquée Ibn Toumert                 | Médiévale       | Oued Ghir            | 36° 42′ 49″ nord, 5° 01′ 14″ est | Classé                                      | Classé parmi les sites et monuments historiques par arrêté du 03/11/1999, après avis favorable de la commission nationale des monuments historiques émis lors de ses réunions du 18/04/1987, du 7/03/1988, du 17/06/1990, du 30/12/1991, du 19/01/1995, du 05/03/1996, du 13/05/1997, du 24/12/1997, du 24/12/1997, et du 26/07/1998. | N° 87 du 08/12/1999                     |                 | Télécharger une image |
| 06-014 | Tiklat antique Tubusuptu                         | Antique         | El Kseur             | 36° 39′ 21″ nord, 4° 50′ 18″ est | Classé                                      | Classé parmi les sites et monuments historiques par arrêté du 03/11/1999, après avis favorable de la commission nationale des monuments historiques émis lors de ses réunions du 18/04/1987, du 7/03/1988, du 17/06/1990, du 30/12/1991, du 19/01/1995, du 05/03/1996, du 13/05/1997, du 24/12/1997, du 24/12/1997, et du 26/07/1998. | N° 87 du 08/12/1999                     |                 | Télécharger une image |
| 06-016 | Centre de torture tourneux                       | Contemporaine   | Aokas                | à géolocaliser                   | Inscription sur l'inventaire supplémentaire | Inscrit sur l’inventaire supplémentaire Arrêté signé par le wali N° 15/3869 du 31/12/2015 | Arrêté non pub au journal officiel      | Image manquante | Télécharger une image |
| 06-017 | Dar Abdelmalek Sayad el Taklidi                  | Moderne         | Boudjellil           | à géolocaliser                   | Inscription sur l'inventaire supplémentaire | Inscrit sur l’inventaire supplémentaire Arrêté signé par le wali N° 15/38561 du 31/12/2015 | Arrêté non pub au journal officiel      | Image manquante | Télécharger une image |
| 06-019 | Ensemble rural Cheikh Ahaddad ( Seddouk Oufella) | Moderne         | Seddouk              | à géolocaliser                   | Inscription sur l'inventaire supplémentaire | Inscrit sur l’inventaire supplémentaire Arrêté signé par le wali N° 09/277 du 25/04/2009 | Arrêté non pub au journal officiel      | Image manquante | Télécharger une image |
| 06-020 | Ensemble rural Cheikh Yahia El Aydli             | Médiévale       | Tamokra              | à géolocaliser                   | Inscription sur l'inventaire supplémentaire | Inscrit sur l’inventaire supplémentaire Arrêté signé par le wali N° 10/852 du 19/12/2010 | Arrêté non pub au journal officiel      | Image manquante | Télécharger une image |
| 06-021 | Inscription funéraire libyque romaine Tazrout    | Antique         | Adekar               | à géolocaliser                   | Inscription sur l'inventaire supplémentaire | Inscrit sur l’inventaire supplémentaire Arrêté signé par le wali N° 15/3860 du 31/12/2015 | Arrêté non pub au journal officiel      | Image manquante | Télécharger une image |
| 06-022 | Inscription graphic libyque-berbère Samaoune     | Antique         | Chemini              | à géolocaliser                   | Inscription sur l'inventaire supplémentaire | Inscrit sur l’inventaire supplémentaire Arrêté signé par le wali N° 15/3863 du 31/12/2015 | Arrêté non pub au journal officiel      | Image manquante | Télécharger une image |
| 06-023 | Inscription libyque berbère Lamloussa            | Antique         | Sidi Aïch            | à géolocaliser                   | Inscription sur l'inventaire supplémentaire | Inscrit sur l’inventaire supplémentaire Arrêté signé par le wali N° 15/3862 du 31/12/2015 | Arrêté non pub au journal officiel      | Image manquante | Télécharger une image |
| 06-024 | Inscription libyque romaine Ilazoughlamene       | Antique         | Tifra                | à géolocaliser                   | Inscription sur l'inventaire supplémentaire | Inscrit sur l’inventaire supplémentaire Arrêté signé par le wali N° 15/3866 du 31/12/2015 | Arrêté non pub au journal officiel      | Image manquante | Télécharger une image |
| 06-025 | Mausolée d’Akbou                                 | Médiévale       | Akbou                | à géolocaliser                   | Inscription sur l'inventaire supplémentaire | Inscrit sur l’inventaire supplémentaire Arrêté signé par le wali N° 10/1976 du 19/12/2010 | Arrêté non pub au journal officiel      | Image manquante | Télécharger une image |
| 06-026 | Mausolée Sidi Abderrahmane el Ouaghlissi         | Médiévale       | Tinabdher            | à géolocaliser                   | Inscription sur l'inventaire supplémentaire | Inscrit sur l’inventaire supplémentaire Arrêté signé par le wali N° 15/3864 du 31/12/2015 | Arrêté non pub au journal officiel      | Image manquante | Télécharger une image |
| 06-029 | Moulin d’eau Imaghdassen                         | Contemporaine   | Akfadou              | à géolocaliser                   | Inscription sur l'inventaire supplémentaire | Inscrit sur l’inventaire supplémentaire Arrêté signé par le wali N° 15/3865 du 31/12/2015 | Arrêté non pub au journal officiel      | Image manquante | Télécharger une image |
| 06-030 | Nécropole mégalithique d’Ibarissen               | Protohistorique | El Kseur             | à géolocaliser                   | Inscription sur l'inventaire supplémentaire | Inscrit sur l’inventaire supplémentaire Arrêté signé par le wali N° 10/1975 du 19/12/2010 | Arrêté non pub au journal officiel      | Image manquante | Télécharger une image |
| 06-031 | Pont aérien de l’aqueduc de Toudja               | Antique         | Toudja               | à géolocaliser                   | Inscription sur l'inventaire supplémentaire | Inscrit sur l’inventaire supplémentaire Arrêté signé par le wali N° 09/481 du 25/04/2009 | Arrêté non pub au journal officiel      | Image manquante | Télécharger une image |
| 06-032 | Pont chaabet el akhra 08/05/1945                 | Contemporaine   | Kherrata             | à géolocaliser                   | Inscription sur l'inventaire supplémentaire | Inscrit sur l’inventaire supplémentaire Arrêté signé par le wali N° 1399 du 13/07/2014 | Arrêté non pub au journal officiel      | Image manquante | Télécharger une image |
| 06-033 | Salines de Feraoun                               | Moderne         | Ferraoun             | à géolocaliser                   | Inscription sur l'inventaire supplémentaire | Inscrit sur l’inventaire supplémentaire Arrêté signé par le wali N° 1400 du 13/07/2014 | Arrêté non pub au journal officiel      |                 | Télécharger une image |
| 06-035 | Tima Amert Izrouken                              | Médiévale       | Souk Oufella         | à géolocaliser                   | Inscription sur l'inventaire supplémentaire | Inscrit sur l’inventaire supplémentaire Arrêté signé par le wali N° 15/3859 du 31/12/2015 | Arrêté non pub au journal officiel      | Image manquante | Télécharger une image |
| 06-036 | Site archéologique des grottes de Gueldaman      | Préhistorique   | Bouhamza             | à géolocaliser                   | Ouverture d'instance de classement          | Ouverture d’instance de classement parmi les monuments historiques en date du 10/06/2019 | N° 51 du 21/08/2019                     | Image manquante | Télécharger une image |
| 06-037 | Kalâa des Beni Abbès                             | Moderne         | Ighil Ali            | à géolocaliser                   | Secteur sauvegardé                          | Créé et délimité en secteur sauvegardé par Décret Exécutif n° 15-208 du 27/07/2015, après avis favorable de la commission nationale des biens culturels tenu le 22/10/2013. | N° 43 du 12/08/2015                     | Image manquante | Télécharger une image |
| 06-039 | Corniche de Béjaïa à Jijel                       | Aucune datation | Tichy, Aokas, Melbou | 36° 46′ 29″ nord, 5° 06′ 20″ est | Sites naturels                              | Classé parmi les sites et monuments naturels en date du 12/05/1948 conformément à l’article 62 de l’ordonnance N° 67-281 du 20 décembre 1967 | N° 07 du 23/01/1968                     |                 | Télécharger une image |